# Ptarí

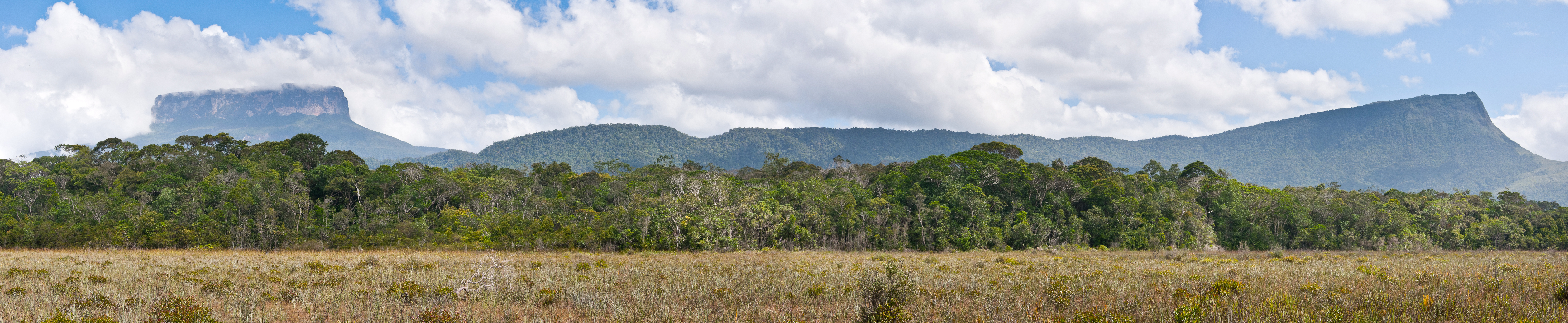
El Ptarí-tepuy (izq.) y el Sororopán-tepui (centro-der.) en una vista panorámica, observados desde el sur.

Ptarí (también escrito Ptarí-tepui o Tepuy Ptarí) es un tepuy o meseta con paredes verticales, localizado en la parroquia Santa Elena de Uairén del Municipio Gran Sabana, en el Estado Bolívar al sureste de Venezuela. Por su particular forma plana también es llamado también «Cerro Budare», nombre que hace referencia a los Budares (una plancha circular de hierro fundido usada en Venezuela para cocinar, entre otros alimentos Arepas). Es la meseta de arenisca más sobresaliente de la Sierra de Lema con una altitud de 2400 metros sobre el nivel del mar. Su cumbre casi no tiene vegetación y posee un área de unos 2,5 kilómetros cuadrados y una pendiente de aproximadamente 58 kilómetros.
Se trata de una formación protegida por las leyes de Venezuela, al ser parte del Parque nacional Canaima. y del Monumento natural Formaciones de Tepuyes.

## Fauna autóctona
Destaca la presencia de la rana tepuyana del Ptari-tepui (Tepuihyla rimarum) una especie de anfibios de la familia Hylidae, la cual es endémica de este sector de Venezuela.